# Antímac II

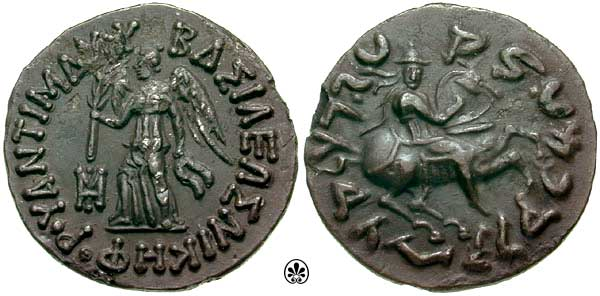
Monedes d'Antímac (II)

Antímac II Nicèfor (Nikephoros "el Victoriós") fou un rei Indogrec que va governar probablement als Paropamísades i Panjab vers 170 aC. Modernament es tendeix a pensar que fou la mateixa persona que Antímac I (que només és conegut per un rebut de taxes, i que es suposava que era el seu pare. Osmund Bopearachchi en canvi els fa dos governants diferents i data a Antímac II vers 175-165 aC (inicialment, abans de conèixer el rebut de taxes que estableix l'època del seu regnat al temps d'Antímac I, suggeria 160–155 aC) R. C. Senior no té dates per Antimac II però pensa que les seves monedes foren probablement les emissions índies d'Antímac I tot i el diferent malnom i el tipus de moneda. En les reconstruccions de Boperachchi, Antímac II fou succeït per Menandre I que va heretar tres dels seus quatre monogrames. Antímac II probablement va combatre contra Eucràtides I de Bactriana que havia destronat al seu pare Antímac I (si bé el pare podria ser Demetri I de Bactriana, si es donés la identitat dels dos Antímacs).

## Monedes

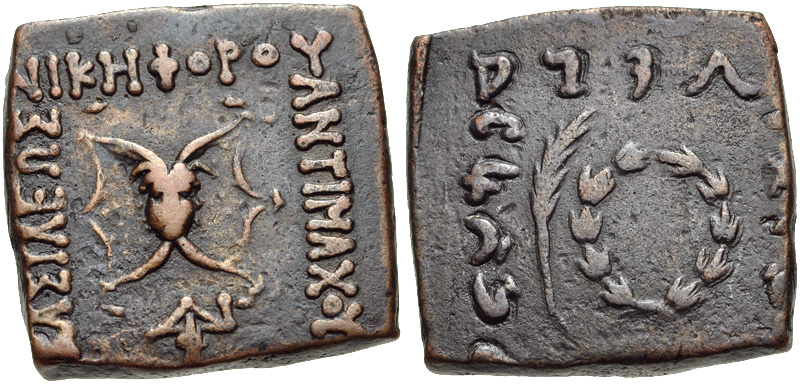
Antimachos II Nikephoros amb Gòrgona

Com el seu predecessor o contemporani Apol·lodot I, Antímac II no mostre la seva imatge a les monedes, tal com era costum a l'Índia; tampoc va encunyar tetradracmes. Es coneixen molts dracmes bilingües del mateix model que Apol·lodot I, però rodons. A la cara del davant hi ha Nike i al darrere un rei a cavall; també va encunyar monedes de bronze bilingües; sempre amb la deessa Nice que al·ludeix al seu títol de "el Victoriós".